# Трахальщики мусорных бачков
«Трахальщики мусорных бачков» (англ. Trash Humpers) — экспериментальный художественный фильм Хармони Корина 2009 года. Картина снята на VHS.

## Сюжет
Фильм начинается с нескольких кадров банды пожилых людей, мастурбирующих на мусор, мотив, который повторяется на протяжении всего фильма.
Банда вторгается на чужую территорию, участвует в вандализме, уничтожении собственности и нарушении общественного порядка. Они общаются с маленьким мальчиком, одновременно насмехаясь над ним за то, что он не умеет стрелять по корзинам, и поощряя его собственные склонности к насилию и беспокойству. Персонажи участвуют во множестве развратных и неприятных действиях, например, заставляют двух мужчин (одетых в больничные халаты и прилегающие шляпы) есть блины, покрытые средством для мытья посуды. Все их действия включают элементы давления со стороны сверстников или ритуальных выходок. В фильме очень мало диалогов, и большая их часть бессвязна. Повторяющийся лозунг звучит так: "Сделай это! Сделай это! Не притворяйся!"

## В ролях
- Рэйчел Корин[англ.] в роли мамы
- Брайан Коцур в роли Бадди
- Трэвис Николсон в роли Трэвиса
- Хармони Корин в роли Эрве

## Критика
В агрегаторе Rotten Tomatoes фильм имеет 60 % положительных отзывов от кинокритиков (на основе 40 рецензий). Консенсус гласит: «Фильм, как ни странно, производит глубокое впечатление, но при этом „Трахальщики мусорных бачков“ меркнут по сравнению с более ранними, по-настоящему трансгрессивными работами Хармони Корина».